# Världsmissionssamfundet Guds församling
Världsmissionssamfundet Guds församling, också känd som Guds Församling, är en kristen kyrka som startade i Sydkorea och har spridits till över 150 länder.

## Benämning
Världsmissionssamfundet Guds Församling, eller Guds Församling, är namnet - översatt till respektive lands språk - som används i anslutna kyrkor som finns i Europa, Asien, Afrika, Oceanien, Nordamerika och Sydamerika. Kyrkan har tagit namnet Guds Församling från benämningen i bl.a. Första Korinthierbrevet kap. 1 verserna 1-2 i Bibeln.

### Världsmissionssamfundet Guds Församlings identitet
Församlingen tror på Fader Gud och Moder Gud, och uttrycker sin identitet som församlingen som återställer sanningen i den ursprungliga kristna kyrkan. Dess huvudkontor är beläget i Bundang i Sydkorea.

### Status
Församlingen etablerades av Ahn Sahng-hong år 1964 då han etablerade Guds Församling i Busan, Sydkorea. Idag finns 450 lokala församlingar i Sydkorea, 2 200 lokala församlingar i andra länder och antalet ökar fortfarande.

## Historia
Den 28 april 1964 grundades Guds Församling i Sydkorea av Ahn Sahng-hong. Den växte och 1970 fanns 4 församlingar i Sydkorea som blev 13 församlingar 10 år senare. 1985 dog Ahn Sahng-hong i en hjärtattack 67 år gammal. Det hindrade inte organisationen från att växa, för 1988 hade de 10 000 medlemmar och 2 år senare hade de totalt 30 församlingar i Sydkorea. Dessa 30 blev sedan 107 fram till 1996 då totalt 100 000 medlemmar registrerats. Ett år senare startade de sina första tre församlingar utomlands (Los Angeles i U.S.A, Lahore i Pakistan och Essen i Tyskland). År 1998 nådde de 210 församlingar och året därefter 200 000 medlemmar. Till året därefter fördubblades medlemsantalet till 400 000 och det fanns 300 församlingar i Sydkorea.
År 2002 utförde de missionsarbete i 70 länder och året därefter fick de presidenten i Sydkoreas utmärkelse samtidigt som de nådde 500 000 medlemmar. 2004 tog de emot hedersmedaljen "Medal of Honor" i Sydkorea och nådde 600 000 medlemmar. 2005 invigde de träningsinstitutet Okcheon Go&Come och året därefter invigdes Guds Församlings Historiska Museum. De passerade 800 000 medlemmar år 2007 samtidigt som de hade 100 församlingar utomlands. 2010 sände de ut 427 korttidsmissionsteam efter att året innan sänt ut 32, de samlade även in donationer till jordbävningsoffren i Haiti och Chile. 2011 tog de emot USA:s "President's Volunteer Service Award" från Barack Obama och de deltog även i miljö- och gaturensningskampanjer under de kommande åren.

## Trosuppfattning och utövning
Världsmissionssamfundet Guds Församlings trosuppfattningar är baserade på Bibeln, såsom den är förklarad i flera böcker skrivna av Ahn Sahng-hong.

### Andrakommande Kristus
Församlingen tror att Jesus skulle komma en andra gång som människa. De tror att Ahn Sahng-hong var andrakommande Jesus som kom med ett nytt namn (Uppenbarelseboken 3:11-12; Uppenbarelseboken 2:17) och uppfyllde bibliska profetior som bara Jesus kunde ha uppfyllt.

### Moder Gud
Bibeln vittnar om "Anden och bruden" i Uppenbarelseboken 22:17. Världsmissionssamfundet Guds Församling tror på att bruden är Moder Gud. Enligt Första Moseboken 1:26-27, där Gud säger "vi, vår" och Gud skapade människan till sin avbild, till man och kvinna, finns det två gudar, en manlig och en kvinnlig personifikation av Gud. De kallar den kvinnliga personifikationen av Gud "Moder Gud". De lär ut att Moder Gud kommer att uppenbara sig som människa under de sista dagarna, enligt olika profetior i Bibeln.
Världsmissionssamfundet Guds Församling tror på att Moder Gud är källan till frälsning.

### Högtidsdagar
Församlingen firar "Sju högtider i tre tider" nämnda i bl.a. Tredje Moseboken kap. 23: Påsken, det osyrade brödets högtid, frambärandet av första kärven, Veckohögtiden, Trumpetfesten, Försoningsdagen och Lövhyddefesten. Församlingen håller dessa högtider enligt det nya förbundet, etablerat av Jesus, och skiljer sig därför från utövandet enligt Gamla Testamentet.

### Sabbaten
Församlingen tror på utövandet av Sabbat på lördagar enligt bl.a. Första Moseboken 2:1, och håller den inte från solnedgången på fredag till solnedgången på lördag, utan från soluppgången till solnedgången på lördag. Medlemmarna uppmuntras att hålla tre gudstjänster på Sabbatsdagen. De anser att Sabbaten är ett tecken mellan Gud och Guds folk enligt bl.a. Hesekiel 20:12, och att den skall hållas som gudstjänst enligt Lukasevangeliet 4:16, alltså annorlunda än utövandet i gamla testamentet. Mellan gudstjänsterna deltar medlemmarna oftast i olika aktiviteter som t.ex. att studera Bibeln och predika i det lokala samhället.

### Avgudadyrkan
Församlingen står fast vid Andra Moseboken 20:4: "Du skall inte göra dig någon bildstod eller någon avbild av det som är uppe i himlen eller nere på jorden eller av det som är i vattnet under jorden."  Därför ses föremål som kors, helgonbilder och statyer som former av avgudadyrkan och används inte i deras kyrkor.

### Dopet
Världsmissionssamfundet Guds Församling håller fast vid att dopet är det första steget mot frälsning och måste utföras i Faderns namn, Jehova, Sonens namn, Jesus, och den Helige Andens namn, Ahn Sahng-hong.

### Evangelism
Medlemmarna i Världsmissionssamfundet Guds Församling är kända för sina ansträngningar att predika det glada budskapet, evangeliet, om Anden och Bruden som ger evigt liv. De går från hus till hus, köpcentra och universitetsområden för att dela med sig av sin tro.

## Nyhetsrapporteringar
- WSOCTV, 30 december 2012 genomför församlingen i Charlotte en bloddonationskampanj för att stödja den globala insamlingen[11]
- Atlanta cbsatlanta.com 2012-12-31 Världsmissionssamfundet Guds Församling håller den tredje årliga bloddonationskampanjen.[12]
- News Channel 3, 2012-12-28 Världsvida upprensningskampanj[13]
- PTV, 2012-03-21 Världsmissionssamfundet - Guds Församling - PTV Special VTR (Stor del av innehållet på Tagalog.) [14]
- BLITS, 2012-11-18 Operation: Upprensning en succé[15]
- Los Angeles Times, 2012-11-05 Sandy skadar såväl själar som hem, sjukhus och transporter[16]

## Anslutna institutioner
- Träningsinstitutet Okcheon Go&Come
- Träningsinstitutet Jounyisan
- Träningsinstitutet Elohim
- Guds Församlings Teologiska Institut
- Guds Församlings Historiska Museum
- Messias-orkestern
- Förskolan Saet-byul [17]